# Сердяжка
Сердяжка — река в России, протекает в Сернурском районе Республики Марий Эл. Устье реки находится в 45 км по левому берегу реки Лаж. Длина реки составляет 20 км.
Исток реки у деревни Мустаево в 9 км к западу от посёлка Сернур. Река течёт на восток, протекает по северной окраине посёлка Сернур и через несколько деревень. Впадает в Лаж ниже деревни Красный Ключ.

## Данные водного реестра
По данным государственного водного реестра России относится к Камскому бассейновому округу, водохозяйственный участок реки — Вятка от города Котельнич до водомерного поста посёлка городского типа Аркуль, речной подбассейн реки — Вятка. Речной бассейн реки — Кама.
По данным геоинформационной системы водохозяйственного районирования территории РФ, подготовленной Федеральным агентством водных ресурсов:
- Код водного объекта в государственном водном реестре — 10010300412111100037433
- Код по гидрологической изученности (ГИ) — 111103743
- Код бассейна — 10.01.03.004
- Номер тома по ГИ — 11
- Выпуск по ГИ — 1